# Coaledo
Coaledo az Amerikai Egyesült Államok északnyugati részén, Oregon állam Coos megyéjében, az Oregon Route 42 mentén, az Oregon-parti-hegyvidék déli határán elhelyezkedő önkormányzat nélküli település.
A posta 1875 és 1879 között működött. A közelben volt a Coaledo szénbánya.

## Éghajlat
A település éghajlata mediterrán (a Köppen-skála szerint Csb).